# 中国中車株洲電力機車
中国中車株洲電力機車有限公司（ちゅうごくちゅうしゃしゅしゅうでんりょくきしゃゆうげんこうし CRRC Zhuzhou Electric Locomotive Co.,Ltd. ）は中華人民共和国湖南省株洲市にある鉄道、軌道車輛の設計、製作を行う中国中車のグループ企業。株洲を中心に浙江省、洛陽、武漢、南寧、ウルムチに拠点がある。

## 沿革
- 1936年 - 中華民国鉄道部株洲総機廠籌備処として発足。
- 1949年 - 中華人民共和国鉄道部株洲工廠となる。
- 1958年 - 大陸中国初の幹線用電気機関車を製作。
- 1978年 - 株洲電力機車廠に名称変更。
- 2000年9月 - 国有企業の分割化に伴い、中国機車車輛総公司工業が分割され、中国南方機車車輛工業集団公司(中国南車)の傘下となる。
- 2004年 – 同社初のアルミニウム合金車体の車輛が完成。
- 2015年6月 - 中国南車と中国北車とが合併し設立された中国中車の傘下となり、中車株洲電力機車に改称。

## 主な事業
- 鉄道、軌道車輛（電気機関車、電車）の新造。

## 主な製造車輛

### 電気機関車

#### 国産車
- 中国国鉄韶山1型電気機関車（SS1）
- 中国国鉄韶山3型電気機関車（SS3）
- 中国国鉄韶山3B型電気機関車（SS3B）
- 中国国鉄韶山4型電気機関車（SS4）
- 中国国鉄韶山4B型電気機関車（SS4B）
- 中国国鉄韶山5型電気機関車（SS5）
- 中国国鉄韶山6型電気機関車（SS6）
- 中国国鉄韶山6B型電気機関車（SS6B）
- 中国国鉄韶山8型電気機関車（SS8）
- 中国国鉄韶山9型電気機関車（SS9）
- 中国国鉄DJ型電気機関車「九方」

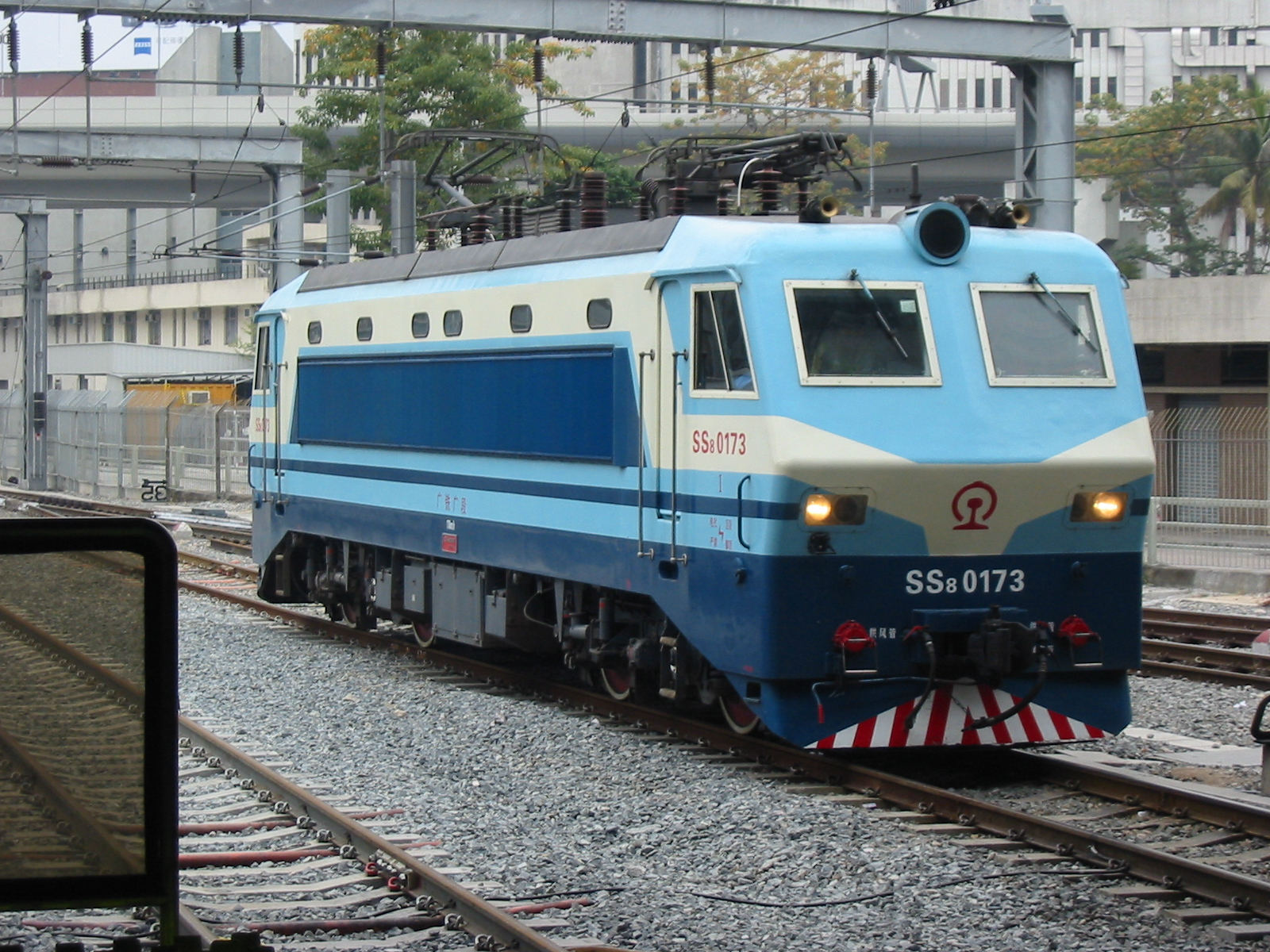
韶山8型電気機関車

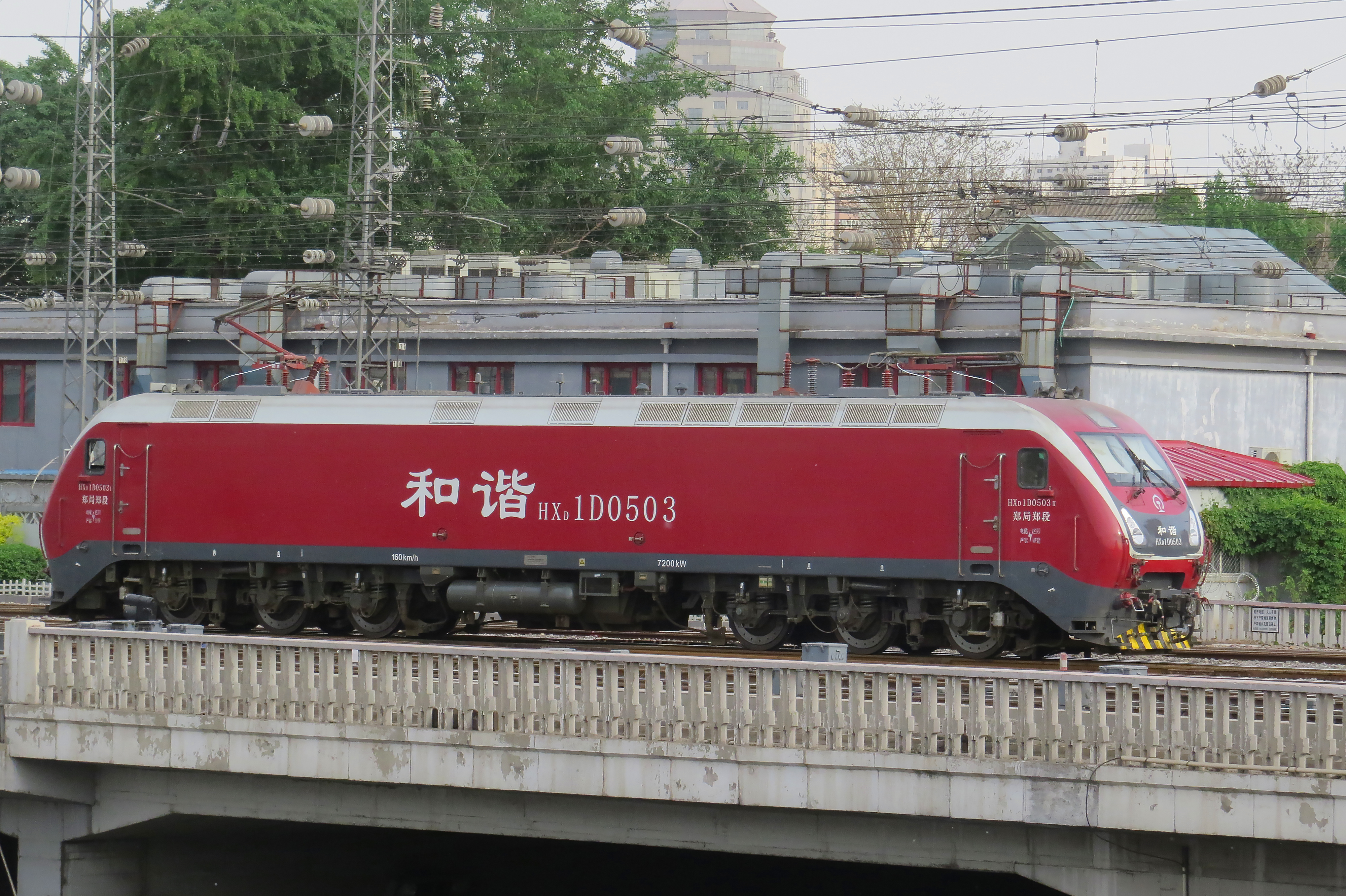
HXD1D型電気機関車

- 中国国鉄DJ1型電気機関車（ジーメンスとの共同開発）
- 中国国鉄DJ2型電気機関車「奥星」

#### 技術導入車
現在、中国国鉄の電気機関車は、同社と旧北車グループの大同電力機車（アルストム系）と大連機車車輌（東芝・ボンバルディア系）でシェアを分け合っている。
- 中国国鉄和諧1型電気機関車（HXD1）0番台車 （ジーメンスとの共同開発） *旧DJ4型電気機関車
- 中国国鉄和諧1B型電気機関車（HXD1B）（ジーメンスとの共同開発）
- 中国国鉄和諧1C型電気機関車（HXD1C）0番台車
- 中国国鉄和諧1D型電気機関車（HXD1D）

#### 輸出車両
- イラン向けのTM1型電気機関車
- イラン向けのTM2型電気機関車
- イラン向けのTM3型電気機関車
- カザフスタン国鉄KZ4A型電気機関車
- ウズベキスタン国鉄O'zbekiston形電気機関車（ジーメンスとの共同開発）

### 地下鉄車両
1998年よりシーメンスとの提携により地下鉄車両のライセンス生産を開始した。
| 国     | 都市     | 運営中の路線                                       | 事業中の路線 |
| ------ | -------- | -------------------------------------------------- | ------------ |
| 中国   | 長沙     | 1号線・ 2号線・3号線・4号線・5号線                 |              |
| 中国   | 広州     | 2号線・3号線・7号線・8号線・9号線・14号線・21号線  |              |
| 中国   | 上海     | 1号線・2号線・3号線・4号線・11号線・16号線・18号線 |              |
| 中国   | 無錫     | 1号線                                              |              |
| 中国   | 深圳     | 1号線・2号線・5号線・8号線・11号線                 |              |
| 中国   | 武漢     | 1号線・2号線・4号線・6号線・7号線・8号線・陽邏線   |              |
| 中国   | 寧波     | 1号線・2号線・3号線・4号線・5号線                  |              |
| 中国   | 鄭州     | 1号線・2号線・5号線・城郊線                        |              |
| 中国   | 昆明     | 1号線・2号線・6号線                                |              |
| 中国   | ウルムチ | 1号線                                              |              |
| 中国   | 南寧     | 1号線                                              |              |
| トルコ | アンカラ |                                                    |              |

### ライトレール
2013年よりシーメンス社の低床車両コンビーノをライセンス生産
- 広州海珠環島新型有軌電車
- 淮安有軌電車
- ラピドKLアンパン線

### 都市間交通車両

#### 国産車
- 中国国鉄DJJ1型電車「藍箭（ブルーアロー）号」（動力車）
- 中国国鉄DJJ2型電車「中華之星号」（動力車）
- 中国国鉄DJF1型電車「中原之星号」

#### 技術導入車
シーメンスデジロを参照。
- マレー鉄道クラス92電車
- KTMエレクトリック・トレイン・サービス
- マケドニア鉄道411系電車
- en:Leo Express [1]

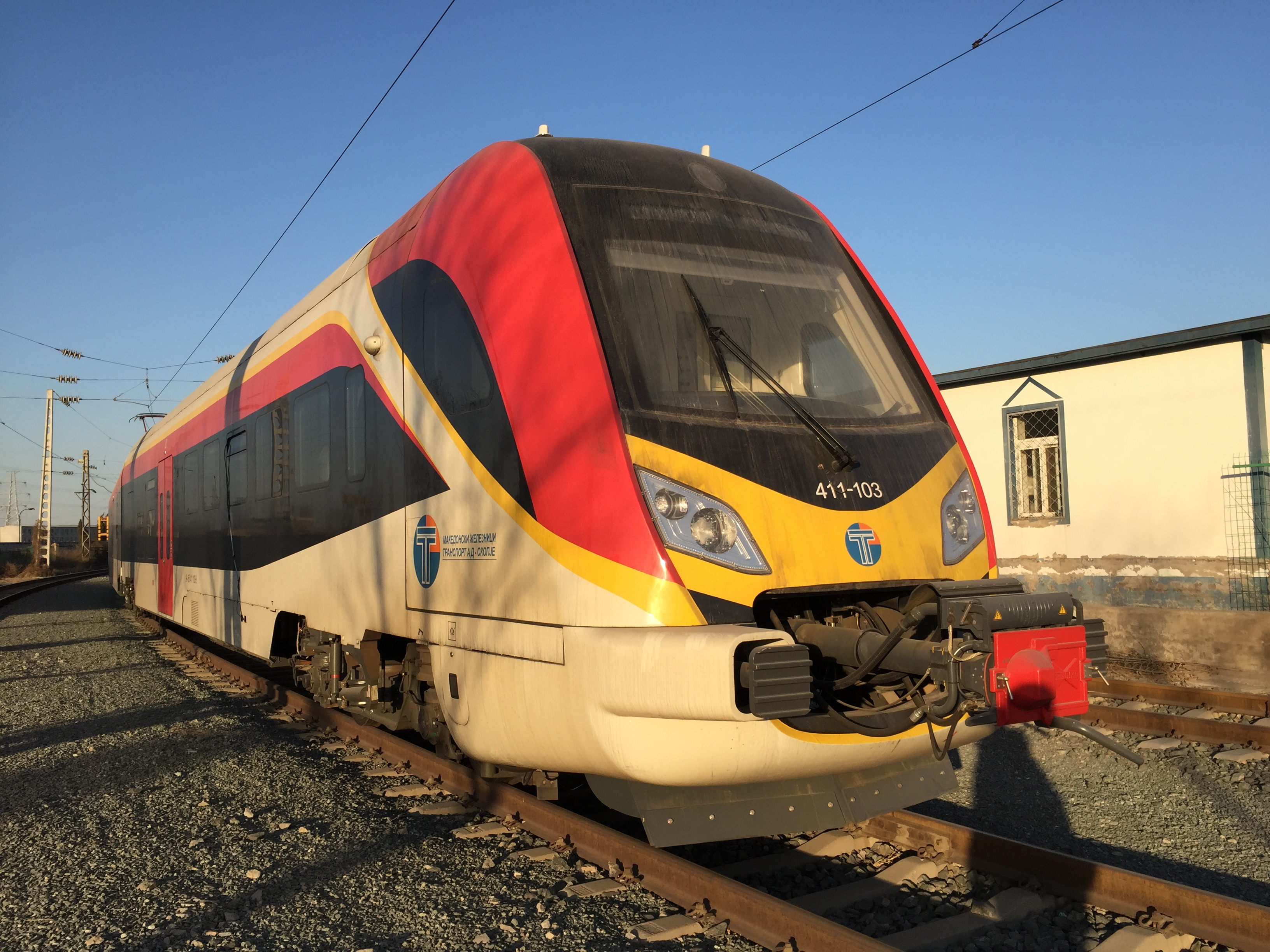
マケドニア鉄道411系電車

- ウェストバーン向け2階建て電車（DEMU2）[2]

## 子会社
- 株洲電機修造公司
- 株洲電気動設備公司
- 九方電器
- 九方制動設備公司